# バルセロナ包囲戦 (1705年)
第1次バルセロナ包囲戦（カタルーニャ語：Setge de Barcelona）は、スペイン継承戦争における戦闘の一つで、1705年にイングランド・オランダ・オーストリア・ポルトガル連合軍がカタルーニャの中心地バルセロナを攻め落とした戦いである。バルセロナを攻め落とした連合軍はカタルーニャ、バレンシア地方を手中にした。
6月20日にポルトガルの首都リスボンに到着したイングランド艦隊はオランダ艦隊と合流して7月24日に出港、8月22日にバルセロナの海側を封鎖し、カール大公率いる兵を上陸させた。しばらく両軍はにらみ合いを続けていたが、9月13日にイングランド軍司令官のピーターバラ伯チャールズ・モードントはバルセロナ南のムンジュイック砦への攻撃を開始した。連合軍は一時は砦の守備兵に押し返されオーストリアの将軍ゲオルク・フォン・ヘッセン＝ダルムシュタットも戦死したものの砲撃によって17日に砦を占領することに成功した。
砦の陥落を見たバルセロナの住民は暴動を起こし、町は大混乱に陥った。ピーターバラはすぐにバルセロナに侵入して暴動を停止させ、バルセロナは同盟軍の手に入った。同盟軍はここを拠点にマドリードのフェリペ5世に対抗していった。